# Ahmed Mathlouthi
Ahmed al-Mathlouthi (in arabo أحمد المثلوثي‎?; Tunisi, 18 dicembre 1989) è un nuotatore tunisino.
Ha partecipato a due edizioni dei Giochi olimpici, Londra 2012 e Rio 2016, fermandosi sempre alle batterie di qualificazione.
Ha vinto invece molte medaglie a manifestazioni continentali.

## Palmarès
| Anno | Manifestazione          | Sede         | Evento              | Risultato | Prestazione | Note              |
| ---- | ----------------------- | ------------ | ------------------- | --------- | ----------- | ----------------- |
| 2006 | Campionati africani     | Dakar        | 400m stile libero   | Oro       | 3'58"75     |                   |
| 2006 | Campionati africani     | Dakar        | 200m misti          | Argento   | 2'06"99     |                   |
| 2006 | Campionati africani     | Dakar        | 4x200m stile libero | Argento   | 7'50"47     |                   |
| 2006 | Campionati africani     | Dakar        | 800m stile libero   | Bronzo    | 8'24"00     |                   |
| 2006 | Campionati africani     | Dakar        | 1500m stile libero  | Bronzo    | 16'07"11    |                   |
| 2007 | Giochi panafricani      | Algeri       | 200m misti          | Oro       | 2'05"21     |                   |
| 2007 | Giochi panafricani      | Algeri       | 400m stile libero   | Argento   | 3'55"75     |                   |
| 2007 | Giochi panafricani      | Algeri       | 400m misti          | Argento   | 4'27"00     |                   |
| 2007 | Giochi panarabi         | Il Cairo     | 400m stile libero   | Oro       | 4'00"10     |                   |
| 2007 | Giochi panarabi         | Il Cairo     | 800m stile libero   | Oro       | 8'15"52     |                   |
| 2007 | Giochi panarabi         | Il Cairo     | 1500m stile libero  | Oro       | 16'03"96    |                   |
| 2007 | Giochi panarabi         | Il Cairo     | 400m misti          | Oro       | 4'31"06     |                   |
| 2007 | Giochi panarabi         | Il Cairo     | 200m misti          | Argento   | 2'10"12     |                   |
| 2007 | Giochi panarabi         | Il Cairo     | 4x200m stile libero | Bronzo    | 7'48"29     |                   |
| 2007 | Giochi panarabi         | Il Cairo     | 4x100m misti        | Bronzo    | 4'00"89     |                   |
| 2008 | Campionati africani     | Johannesburg | 4x100m stile libero | Oro       | 3'29"79     |                   |
| 2008 | Campionati africani     | Johannesburg | 4x100m misti        | Argento   | 3'57"85     |                   |
| 2008 | Campionati africani     | Johannesburg | 400m stile libero   | Bronzo    | 4'06"22     |                   |
| 2008 | Campionati africani     | Johannesburg | 800m stile libero   | Bronzo    | 8'26"09     |                   |
| 2008 | Campionati africani     | Johannesburg | 1500m stile libero  | Bronzo    | 17'34"47    |                   |
| 2009 | Giochi del Mediterraneo | Pescara      | 200m stile libero   | Argento   | 1'47"00     |                   |
| 2009 | Giochi del Mediterraneo | Pescara      | 400m stile libero   | Bronzo    | 3'49"65     |                   |
| 2010 | Campionati africani     | Casablanca   | 200m stile libero   | Oro       | 1'49"40     |                   |
| 2010 | Campionati africani     | Casablanca   | 800m stile libero   | Oro       | 8'10"17     |                   |
| 2010 | Campionati africani     | Casablanca   | 400m stile libero   | Argento   | 3'56"15     |                   |
| 2010 | Campionati africani     | Casablanca   | 4x200m stile libero | Argento   | 7'33"06     |                   |
| 2011 | Giochi panafricani      | Maputo       | 200m stile libero   | Oro       | 1'48"95     | Record dei Giochi |
| 2011 | Giochi panafricani      | Maputo       | 400m stile libero   | Oro       | 3'54"03     | Record dei Giochi |
| 2011 | Giochi panafricani      | Maputo       | 800m stile libero   | Oro       | 8'10"00     |                   |
| 2011 | Giochi panarabi         | Doha         | 4x100m stile libero | Oro       | 3'23"87     | Record nazionale  |
| 2011 | Giochi panarabi         | Doha         | 4x200m stile libero | Oro       | 7'28"26     | Record nazionale  |
| 2011 | Giochi panarabi         | Doha         | 4x100m misti        | Argento   | 3'46"67     | Record nazionale  |
| 2011 | Giochi panarabi         | Doha         | 200m stile libero   | Bronzo    | 1'51"91     |                   |
| 2011 | Giochi panarabi         | Doha         | 400m stile libero   | Bronzo    | 3'57"93     |                   |
| 2011 | Giochi panarabi         | Doha         | 800m stile libero   | Bronzo    | 16'21"68    |                   |
| 2012 | Campionati africani     | Nairobi      | 200m stile libero   | Argento   | 1'53"19     |                   |
| 2012 | Campionati africani     | Nairobi      | 400m stile libero   | Argento   | 4'05"74     |                   |
| 2012 | Campionati africani     | Nairobi      | 800m stile libero   | Argento   | 8'31"81     |                   |
| 2012 | Campionati africani     | Nairobi      | 4x100m misti        | Argento   | 3'53"49     |                   |
| 2012 | Campionati africani     | Nairobi      | 4x200m stile libero | Bronzo    | 7'48"06     |                   |